# Preben Uglebjerg
Preben Uglebjerg (født 16. januar 1931 i Glostrup, død 31. maj 1968 i Isterød) var en dansk skuespiller, sanger og entertainer.

## Karriere
Preben Uglebjerg fik sin scenedebut som blot 15-årig i titelrollen i Drengen Fritz på Allé-Scenen i 1946, og dette gav ham blod på tanden til at søge lykken som skuespiller. Han gik på Det kongelige Teaters elevskole 1949-1951 og fik derefter enkelte roller på teatret. På grund af for få udfordringer forlod Uglebjerg Det kongelige Teater i 1953 og kom nu til at medvirke i en række musikforestillinger. 
Parallelt hermed blev han i 1950'erne en kendt sanger med pladeindspilninger som "Texas gule rose", "Volare", "Pigen fra Fyn" og "Bare det var mig". Han blev i 1956 hyret til at synge rock'n'roll og indspillede derefter med Peter Plejls Orkester den 10. oktober 1956 fire numre til EP'en "Rock 'n' Roll", der anses som en af de første danske rock-plader. EP'en indeholdt fordanskninger af Bill Haleys "The Saints Rock 'N' Roll", Elvis Presleys "Heartbreak Hotel" ("Vi Rokker Os Ikke"), Georgia Gibbs's "Rock Right" ("Pas På!") samt den rent danske "Highland Rock" skrevet af Robert Arnold med musik af Peter Plejs.
Preben Uglebjerg var også kendt fra revyer og forskellige shows, og han optrådte i mange år i Glassalen i Tivoli. Han var ligeledes konferencier, når der kom udenlandske stjerner til Danmark som Mills Brothers, Marlene Dietrich og Josephine Baker. Han var desuden god ven med kollegaen Eartha Kitt og introducerede hendes shows i Danmark samt sang maskuline, fordanskede versioner af hendes største hits – som f.eks. "Kun én kuvert, tak James" og "Let's do it".
Uglebjerg var fra 1956-1966 gift med skuespillerinden Kate Mundt. Ægteskabet var barnløst. Herefter blev han gift med skuespillerinden Puk Schaufuss, som fødte ham en søn.
Uglebjerg omkom ved en trafikulykke på Helsingørmotorvejen ved Isterød på vej hjem til Hornbæk efter en forestilling i Tivoli-Varieteen, natten til den 31. maj 1968. Hvad der forårsagede ulykken er aldrig blevet opklaret, politiet modtog bl.a. oplysninger om, at Uglebjerg var kørt af vejbanen efter at have undveget en modkørende spøgelsesbilist, der kørte sydpå i den nordgående bane.

## Filmografi i udvalg
- 1946 Op med lille Martha
- 1953 Det gælder livet
- 1957 Amor i telefonen
- 1958 Det lille hotel
- 1958 Pigen og vandpytten
- 1959 Tornerose - Stemme til Prins Phillip
- 1962 101 Dalmatinere – Stemme til hunden Pongo
- 1968 Junglebogen - Stemme til den sorte panter Bagheera